# دان تاراس
دان تاراس (13 فبراير 1994 في مولدوفا - ) هو لاعب كرة قدم مولدوفي في مركز الوسط.

## وصلات خارجية
- دان تاراس على موقع الاتحاد الأوربي (الإنجليزية)
- دان تاراس على موقع قاعدة بيانات كرة القدم.إي يو (الإنجليزية)
- دان تاراس على موقع ناشيونال فوتبول تيمز (الإنجليزية)
- دان تاراس على موقع Soccerway.com (الإنجليزية)